# Coyotepec (municipi de Mèxic)
Coyotepec és un municipi de l'estat de Mèxic. Coyotepec és el cap de municipi i principal centre de població d'aquesta municipalitat. Aquest municipi és a la part nord-occidental de l'estat de Mèxic. Limita al nord amb els municipis de Huehuetoca i Teoloyucan, al sud amb Tepotzotlán, a l'oest amb Tultepec i a l'est amb Teoloyucan.